# Mariano Barreto
Mariano Jerónimo Barreto (Ribandar, 13 febbraio 1957) è un allenatore di calcio portoghese.

## Carriera
Ha allenato il Ghana alle Olimpiadi di Atene 2004, arrivando al terzo posto nella fase a gironi e venendo di conseguenza eliminato dal torneo. Ha poi allenato per una stagione il Marítimo, nella massima serie portoghese, e successivamente in alcune squadre asiatiche. Dal 2014 al 2015 è stato il commissario tecnico della nazionale etiope. Dal 2016 al 2018 ha allenato il club lituano dello Stumbras, mentre dal 2021 allena la squadra Asante Kotoko.

## Palmarès

### Allenatore

#### Competizioni nazionali
- King Cup of Champions: 1

Al-Ahli: 2011
- Coppa di Lituania: 1

Stumbras: 2017